# 氹仔市政花園

公園內的賈梅士雕像

氹仔市政花園（葡萄牙語：Jardim Municipal da Taipa）是位於澳門氹仔島上的公園，於1924年落成。氹仔市政花園為澳門八景之「龍環葡韻」景區的一部分，花園所在地區的歷史價值，已為澳門政府所評定。

## 簡介
花園建於1924年，位於氹仔嘉路士米耶馬路，接近十字公園。公園順小山丘伸展，從嘉模聖母教堂伸延至龍環葡韻住宅博物館。花園小路接連氹仔舊城區、嘉模泳池和昔日氹仔市政圖書館改建而成的民事登記局、留產所等。花園過去設有動物園，曾飼養不同種類的鳥類和猴子等等。花園入口處有一形狀獨特的十字形花瓣噴泉小水池，水池下方有“1955年海島鎮市政局建造”的字樣。噴泉水池後有一歐陸式小徑，能通往花園的最高處——有葡萄牙著名詩人賈梅士雕像。該雕像底座正面刻有詩人的生平簡介，底座兩邊分別用中葡兩種文字，刻有其著作《盧濟塔尼亞人之歌》第四章95及第七章79中的精華部分。

## 地理位置
氹仔市政花園位於澳門氹仔島上的嘉路士米耶馬路，佔地總面積約3500平方公尺，由於社會發展需要，面積已縮減至2550平方米。花園順山勢伸沿，從旅遊景點嘉模聖母堂伸延至龍環葡韻住宅式博物館，公園小路接連氹仔市區。另外，旁邊的文娛設施有氹仔市政圖書館和嘉模泳池。

## 特色
氹仔市政花園的主要特色是賈梅士的雕像、小噴泉與外圍蔭棚。花園的最高處豎立了葡萄牙著名詩人賈梅士之雕像；另小噴泉的水池形狀為獨特的十字型花瓣與圓形外圍蔭棚上種植了多種藤本植物，都是值得欣賞之特色。

## 交通

### 公共巴士
T319 嘉模泳池（Piscinas do Carmo）
路線：11、15、22、28A、30、33、34

## 外部連結
- 澳門自然網：氹仔市政花園簡介